# Embarcación
Embarcación är en ort i Argentina.   Den ligger i provinsen Salta, i den norra delen av landet, 1 400 km norr om huvudstaden Buenos Aires. Embarcación ligger 292 meter över havet och antalet invånare är 23 961.
Terrängen runt Embarcación är huvudsakligen platt, men norrut är den kuperad. Närmaste större samhälle är Pichanal, 16,9 km sydväst om Embarcación.
I omgivningarna runt Embarcación växer i huvudsak lövfällande lövskog. Runt Embarcación är det glesbefolkat, med 11 invånare per kvadratkilometer.